# Cuffy (Sklave)

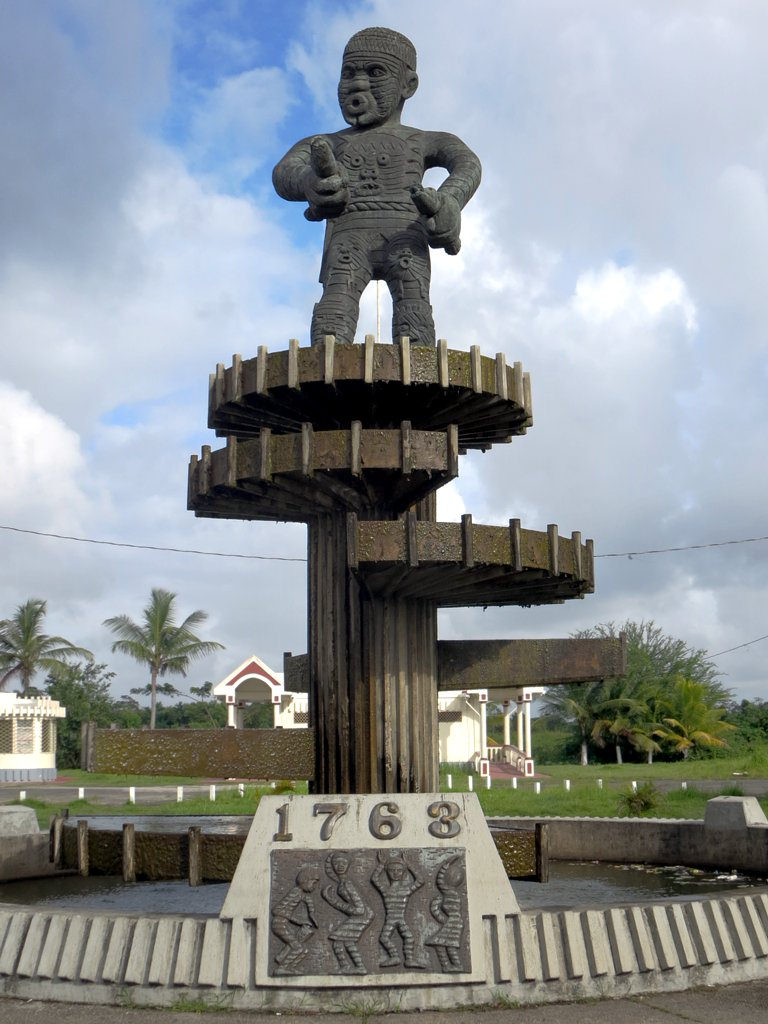
Cuffy-Statue in Georgetown

Cuffy († nach 13. Mai 1763) ist der Nationalheld von Guyana. Er wurde im Stamm der Akan in Westafrika geboren und als Sklave nach Amerika verschifft, wo er in der damals niederländischen Kolonie Berbice in Lelienburg als Haussklave arbeiten musste.
Am 23. Februar 1763 begann ein Aufstand der Sklaven, die Cuffy als Anführer akzeptierten. Die Schwarzen erbeuteten Gewehre und Schießpulver bei Überfällen auf Plantagen. Sie nahmen auch einige Weiße gefangen, darunter eine Frau für Cuffy. Cuffys Gegner war der niederländische Gouverneur van Hogenheim, der versuchte, die Kolonie zurückzuerobern.
Obwohl die Schwarzen in der Überzahl waren, konnten sie sich nicht auf eine einheitliche Linie gegenüber den Niederländern einigen. Während Cuffy für eine Aufteilung des Landes (Weiße an der Küste, Schwarze im Landesinneren) eintrat, verfolgte sein Stellvertreter Akara eine aggressive Taktik. Dies führte schließlich zu inneren Kämpfen und zum Suizid von Cuffy im Jahr 1763. Letztlich gewannen die Niederländer die Kontrolle über Berbice zurück.
Nach der Unabhängigkeit von Guyana wurde der 23. Februar als Jahrestag von Cuffys Aufstand Nationalfeiertag. Cuffy ist auf der 1-Dollar-FAO-Münze von 1970 abgebildet.